# Mohammad al-Kalaf
Mohammad al-Kalaf (* 24. Januar 1981) ist ein jordanischer Fußballschiedsrichterassistent.

## Karriere
Über Einsätze in seiner nationalen Liga ist nichts genaueres bekannt. Er steht seit 2011 auf der FIFA-Schiedsrichterliste. Seinen ersten bekannten Einsatz auf internationaler Bühne, hatte er am 30. Mai 2015 bei einem Freundschaftsspiel.
Bei der Asienmeisterschaft 2019 war er in seiner Funktion als Assistent Teil des Teams um Adham Makhadmeh. Unter diesem begleitete er dann auch später noch zwei Spiele bei der U20-WM 2019 in Polen. Danach folgte dann auch noch ein Spiel bei der U23-Asienmeisterschaft 2020 sowie eines beim Olympiaturnier der Männer bei den Spielen 2020. Auch für die Asienmeisterschaft 2024, ist er als Teil des Teams von Makhadmeh nominiert.
Auf Vereinsebene, begleitet er als Assistent seit mindestens 2018 auch international Spiele der AFC Champions League.